# Zuglói AC
Budapesti Gyárépítők SE là một câu lạc bộ bóng đá Hungary có trụ sở tại Budapest. Câu lạc bộ được thành lập với tên Zuglói Athletikai Club vào năm 1911. Năm 1950, câu lạc bộ được sáp nhập vào Budafoki MTE.

## Lịch sử
Câu lạc bộ Zuglói Athletikai ra mắt lần đầu tại mùa giải 1922–23 của Giải bóng đá vô địch quốc gia Hungary và đạt được hạng 9 chung cuộc. Năm 1923, câu lạc bộ sáp nhập với Zuglói VII. Kerületi SC và đổi tên thành Zuglói VII. Kerületi AC. Đội bóng đạt được hạng 6 chung cuộc ở mùa giải kế tiếp. Đội bóng kết thúc ở vị trí áp chót thứ 11 và rơi xuống giải hạng 2 trong mùa giải 1924–25.

## Thay đổi tên
- 1911: Zuglói Athletikai Club
- 1911: sáp nhập với Zuglói Testvériség Sport Club
- 1911–1915: Zuglói Sport Club
- 1915: sáp nhập với Turul Sport Egyesület
- 1915–1919: Zuglói Turul Sport Club
- 1919–1920: Zuglói Munkás Testedző Egyesület
- 1920–1923: Zuglói Atlétikai Club
- 1923: sáp nhập với Zuglói VII. Kerületi SC
- 1923–1926: Zuglói VII. Kerületi AC
- 1926: thành lập một câu lạc bộ chung với Fővárosi TK
- 1926–1932: Turul FC
- 1932–1949: Zuglói Atlétikai Club
- 1949: Budapesti Gyárépítő
- 1949–1950: Budapesti Gyárépítők SE
- 1950: sáp nhập với Budafoki MTE

## Huấn luyện viên
- Gábor Obitz (1945–?)